# Amanda Seyfried
Amanda Michelle Seyfried (Allentown, 3 december 1985) is een Amerikaanse actrice en voormalig kindermodel. Ze speelde rollen in onder meer de films Mean Girls, Mamma Mia!, Mamma Mia! Here We Go Again en Alpha Dog en de televisieseries Veronica Mars en Big Love. In 2021 werd Seyfried genomineerd voor een Academy Award en een Golden Globe voor haar rol als Marion Davies in Mank (film).

## Biografie

### Privéleven
Seyfried werd geboren in Allentown, in de regio Lehigh Valley van Pennsylvania. Ze voltooide haar schoolopleiding in 2003 aan de Willam Allen High School in Allentown en stond vervolgens ingeschreven aan de Universiteit van Fordham in New York. Als tiener verscheen ze op de omslag van drie boeken van Francine Pascal. Ze trouwde in 2017 met Thomas Sadoski met wie ze 2 kinderen heeft. 

### Carrière
Seyfried begon haar carrière als model op elfjarige leeftijd. Vervolgens ging ze acteren in de soapserie The Guiding Light. In 2000 kreeg ze de rol toegewezen van Lucy Montgomery in As the World Turns. Van 2002 tot 2003 speelde ze de rol van Joni Stafford in All My children op de zender ABC.
In 2004 brak Seyfried door nadat ze gecast werd als Karen Smith (Regina's hulpje), het domme blondje van de "Plastics", in de tienerfilm Mean Girls. De andere rollen gingen naar Rachel McAdams en Lindsay Lohan. In 2005 speelde ze de hoofdrol in een van de negen delen in de film Nine Lives.
Vervolgens werd Seyfried gecast in Veronica Mars, als Lily Kane, de vermoorde beste vriendin van het titelkarakter. In haar rol als Lilly verscheen ze in de show door een reeks van flashbacks, dromen en visioenen, waarin ze werd geportretteerd als de wilde, stijlvolle en bruisende tienerdochter van een rijke zakenman. Lilly wordt soms vergeleken met het personage Laura Palmer uit Twin Peaks, dat ook overleed en verscheen door middel van verschillende flashbacks, waardoor de plot uit de doeken kon worden gedaan. Het personage was vaak te zien gedurende het eerste seizoen van Veronica Mars, maar verscheen ook kort in de première en finale van seizoen 2. Seyfried deed oorspronkelijk auditie voor het hoofdpersonage Veronica Mars, maar moest die rol afstaan aan Kristen Bell. Zelf werd ze uiteindelijk gecast als Lilly Kane.
Seyfried had kleine gastrollen in House, Justice, Law & Order: Special Victims Unit en CSI: Crime Scene Investigation en als Rebecca in Wildfire. In de serie Big Love speelt ze een van de hoofdpersonen: Sarah Henrickson.
Ze speelde ondersteunende rollen in Alpha Dog en Solstice, beide uitgekomen in 2007. Amanda speelde ook de rol van Sophie naast Meryl Streep en Pierce Brosnan in de filmversie van de musical Mamma Mia!, die in de zomer van 2008 uitkwam.
Seyfried werd ook toegevoegd aan de cast van de donkere horrorfilm Jennifer's Body, Diabolo Cody's vervolg op Juno. Seyfried speelt de beste vriendin van het titelpersonage in de film.

## Discografie
| Jaar | Titel                                         | Album                                                         |
| ---- | --------------------------------------------- | ------------------------------------------------------------- |
| 2008 | "Honey, Honey"                                | Mamma Mia! The Movie Soundtrack                               |
| 2008 | "Our Last Summer"                             | Mamma Mia! The Movie Soundtrack                               |
| 2008 | "Lay All Your Love on Me"                     | Mamma Mia! The Movie Soundtrack                               |
| 2008 | "Gimme! Gimme! Gimme! (A Man After Midnight)" | Mamma Mia! The Movie Soundtrack                               |
| 2008 | "The Name of the Game"                        | Mamma Mia! The Movie Soundtrack                               |
| 2008 | "Slipping Through My Fingers"                 | Mamma Mia! The Movie Soundtrack                               |
| 2008 | "I Have a Dream"                              | Mamma Mia! The Movie Soundtrack                               |
| 2008 | "Thank You for the Music"                     | Mamma Mia! The Movie Soundtrack                               |
| 2010 | "Amanda's Love Song"                          | PostTheLove                                                   |
| 2010 | "Little House"                                | Dear John                                                     |
| 2011 | "L'il Red Riding Hood"                        | Red Riding Hood                                               |
| 2012 | "In My Life"                                  | Les Misérables: Highlights from the Motion Picture Soundtrack |
| 2012 | "A Heart Full of Love"                        | Les Misérables: Highlights from the Motion Picture Soundtrack |
| 2012 | "One Day More"                                | Les Misérables: Highlights from the Motion Picture Soundtrack |
| 2012 | "A Heart Full of Love – Reprise"              | Les Misérables: Highlights from the Motion Picture Soundtrack |
| 2012 | "Suddenly – Reprise"                          | Les Misérables: Highlights from the Motion Picture Soundtrack |
| 2012 | "Epilogue"                                    | Les Misérables: Highlights from the Motion Picture Soundtrack |
| 2015 | "Mean Ol' Moon"                               | Ted 2                                                         |

## Prijzen
| Jaar | Award                                       | Categorie                                             | Film/...             | Resultaat   |
| ---- | ------------------------------------------- | ----------------------------------------------------- | -------------------- | ----------- |
| 2005 | Gotham Awards                               | Best Ensemble Cast                                    | Nine Lives           | Genomineerd |
| 2005 | Locarno International Film Festival         | Best Actress                                          | Nine Lives           | Gewonnen    |
| 2005 | MTV Movie Awards                            | Best On-Scream Team                                   | Mean Girls           | Gewonnen    |
| 2009 | People's Choice Awards                      | Favorite Cast                                         | Mamma Mia!           | Genomineerd |
| 2009 | MTV Movie Awards                            | Breakthrough Performance Female                       | Mamma Mia!           | Genomineerd |
| 2010 | ShoWest                                     | Breakthrough Female Star of the Year                  |                      | Gewonnen    |
| 2010 | Teen Choice Awards                          | Choice Movie Actress: Romantic Comedy                 | Letters to Juliet    | Genomineerd |
| 2010 | Teen Choice Awards                          | Choice Movie Actress: Drama                           | Dear John            | Genomineerd |
| 2010 | Teen Choice Awards                          | Choice Movie: Chemistry                               | Dear John            | Genomineerd |
| 2010 | MTV Movie Awards                            | Best Female Performance                               | Dear John            | Genomineerd |
| 2010 | MTV Movie Awards                            | Best Scared-As-S**t Performance                       | Jennifer's Body      | Gewonnen    |
| 2012 | National Board of Review of Motion Pictures | Best Acting by an Ensemble                            | Les Misérables       | Gewonnen    |
| 2012 | Phoenix Film Critics Society Awards         | Best Ensemble Acting                                  | Les Misérables       | Genomineerd |
| 2012 | San Diego Film Critics Society Awards       | Best Ensemble Performance                             | Les Misérables       | Genomineerd |
| 2012 | Satellite Awards                            | Best Ensemble, Motion Picture                         | Les Misérables       | Gewonnen    |
| 2013 | Screen Actors Guild Awards                  | Outstanding Performance by a Cast in a Motion Picture | Les Misérables       | Genomineerd |
| 2013 | Teen Choice Awards                          | Choice Movie Actress: Romance                         | Les Misérables       | Genomineerd |
| 2016 | Golden Raspberry Awards                     | Worst Supporting Actress                              | Love the Coopers/Pan | Genomineerd |